# Castillo de Mindelburg
Mindelburg es un castillo y símbolo de la ciudad de Mindelheim, en el distrito bávaro de Baja Algovia (sur de Alemania). 

## Localización geográfica
El Mindelburg se encuentra a unos 850 metros al sur-suroeste del casco antiguo de Mindelheim a 664 m sobre el nivel del mar en el alto de Georgenberg, una colina que desciende abruptamente por tres lados hacia el valle del Mindel. Se puede llegar al castillo por la carretera estatal St 2518. 

## Historia
El castillo fue construido probablemente en la segunda mitad del siglo XII sobre el Georgenberg, destruido alrededor de 1305 y reconstruido en 1370 bajo el mando del duque Federico von Teck. 
En 1467 los Señores de Frundsberg se hicieron cargo del gobierno del pueblo y del castillo. La familia ganó fama gracias a Jorge de Frundsberg, el "padre de los Lansquenetes ", que nació aquí. Como alto cargo militar, guerreó durante los reinados del emperador Maximiliano I y Carlos V.
En 1949/50, Mindelburg sirvió como hospital militar y hospital para discapacitados. Desde 1950 se arrienda a la editorial W. Sachon. 
La torre del homenaje tiene una altura de 24 metros y cuenta con una escalera adjunta para subirla y hacer la función de torre de observación.
Junto a la torre se encuentra la fuente del castillo, de 27 metros de profundidad.

## Galería de imágenes

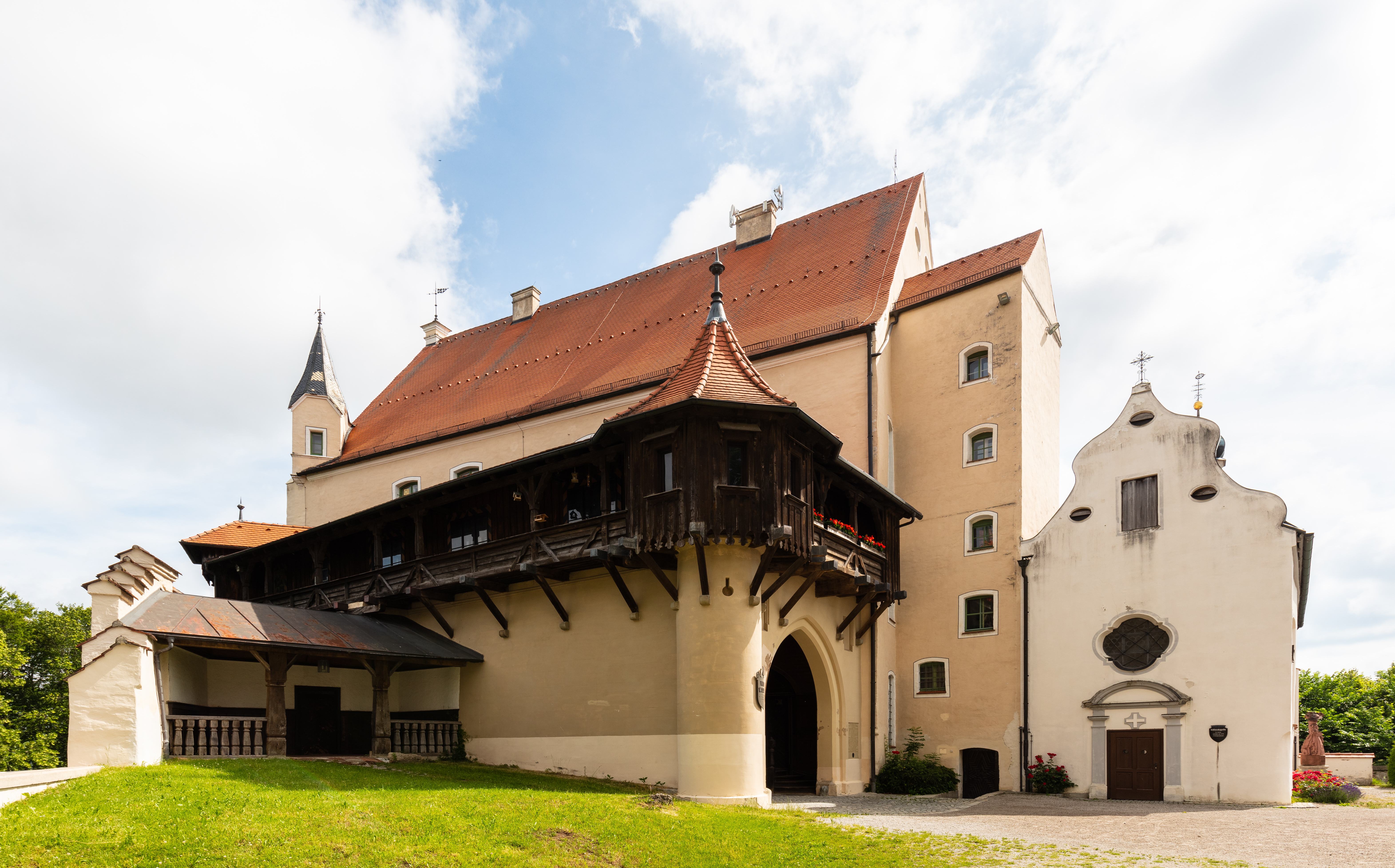
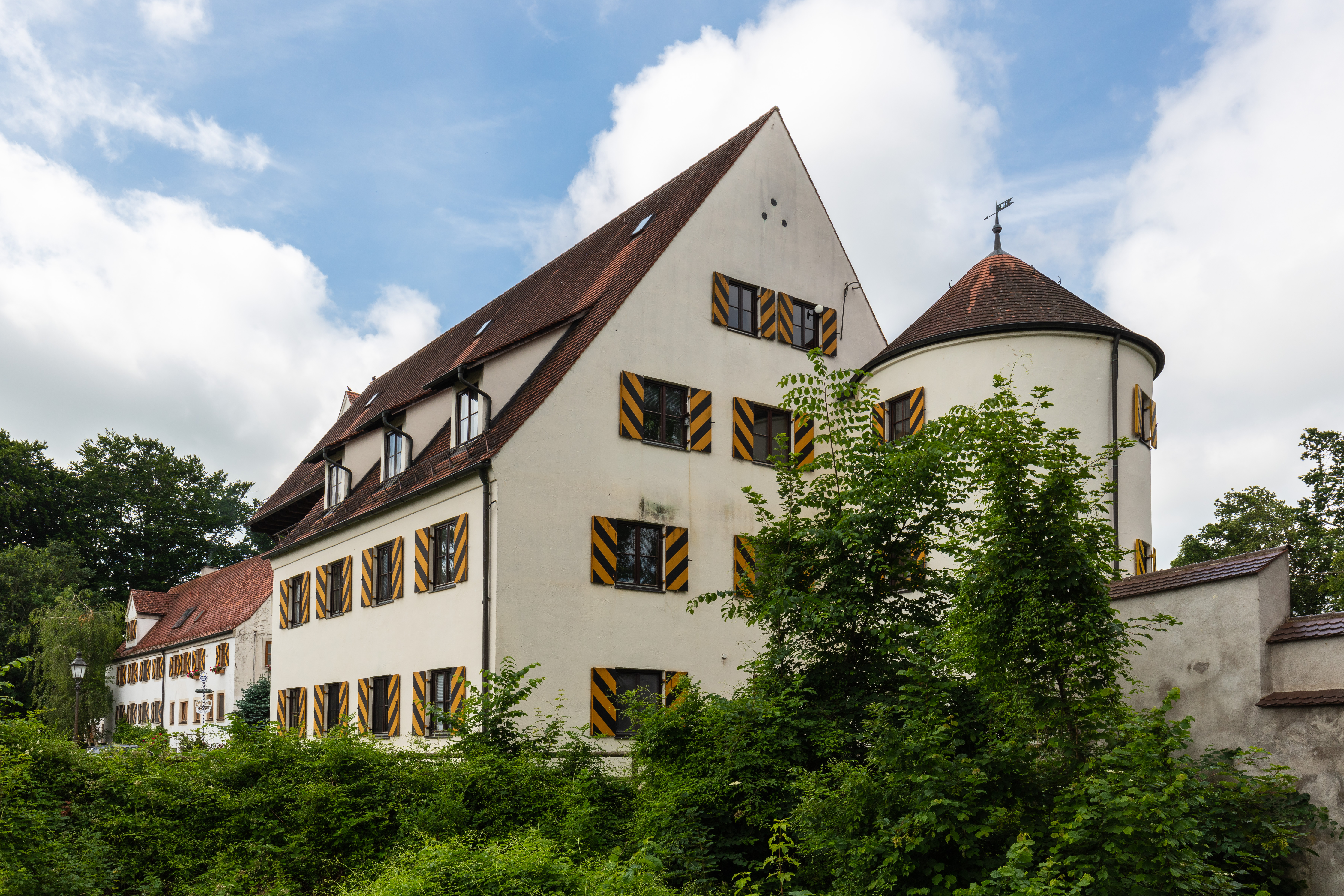
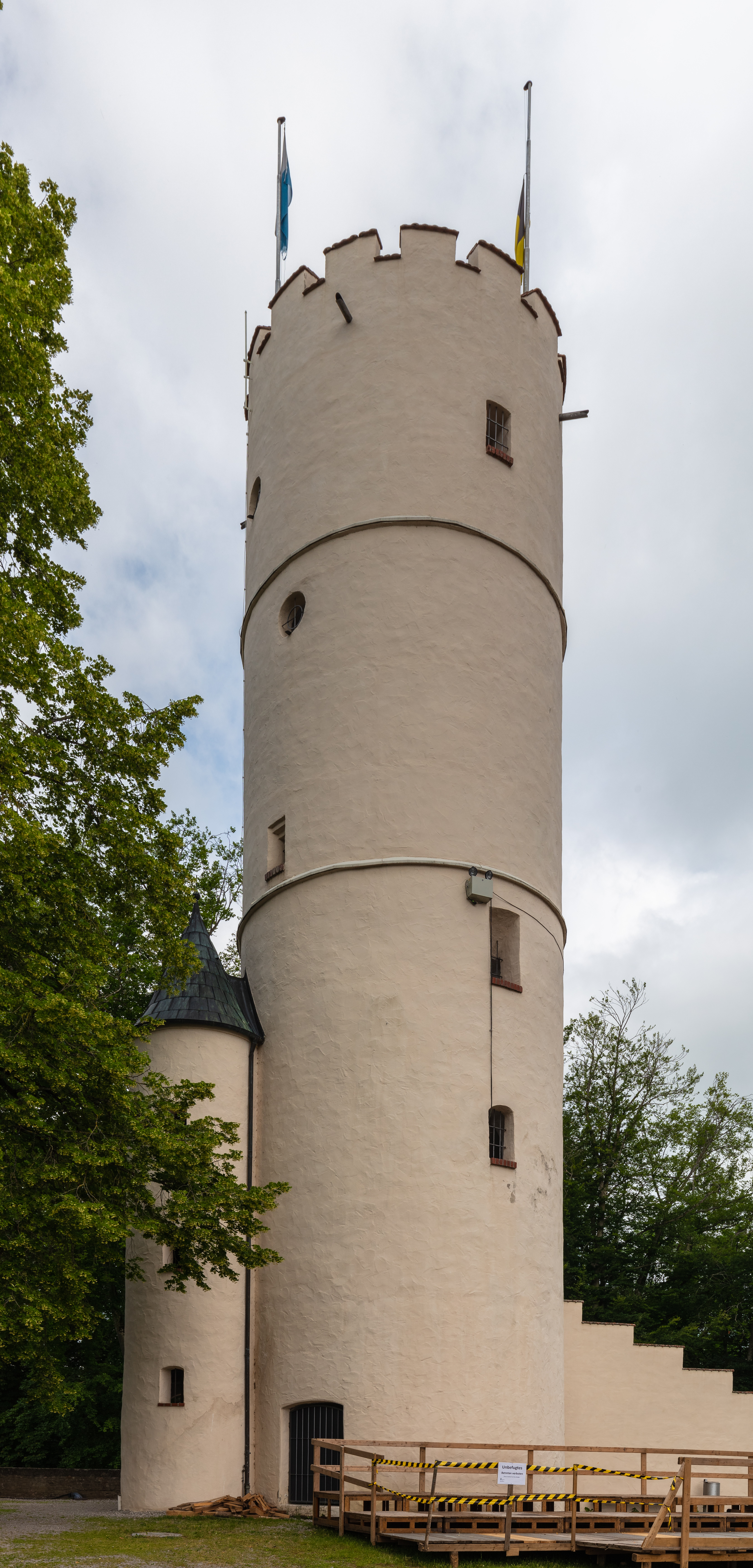
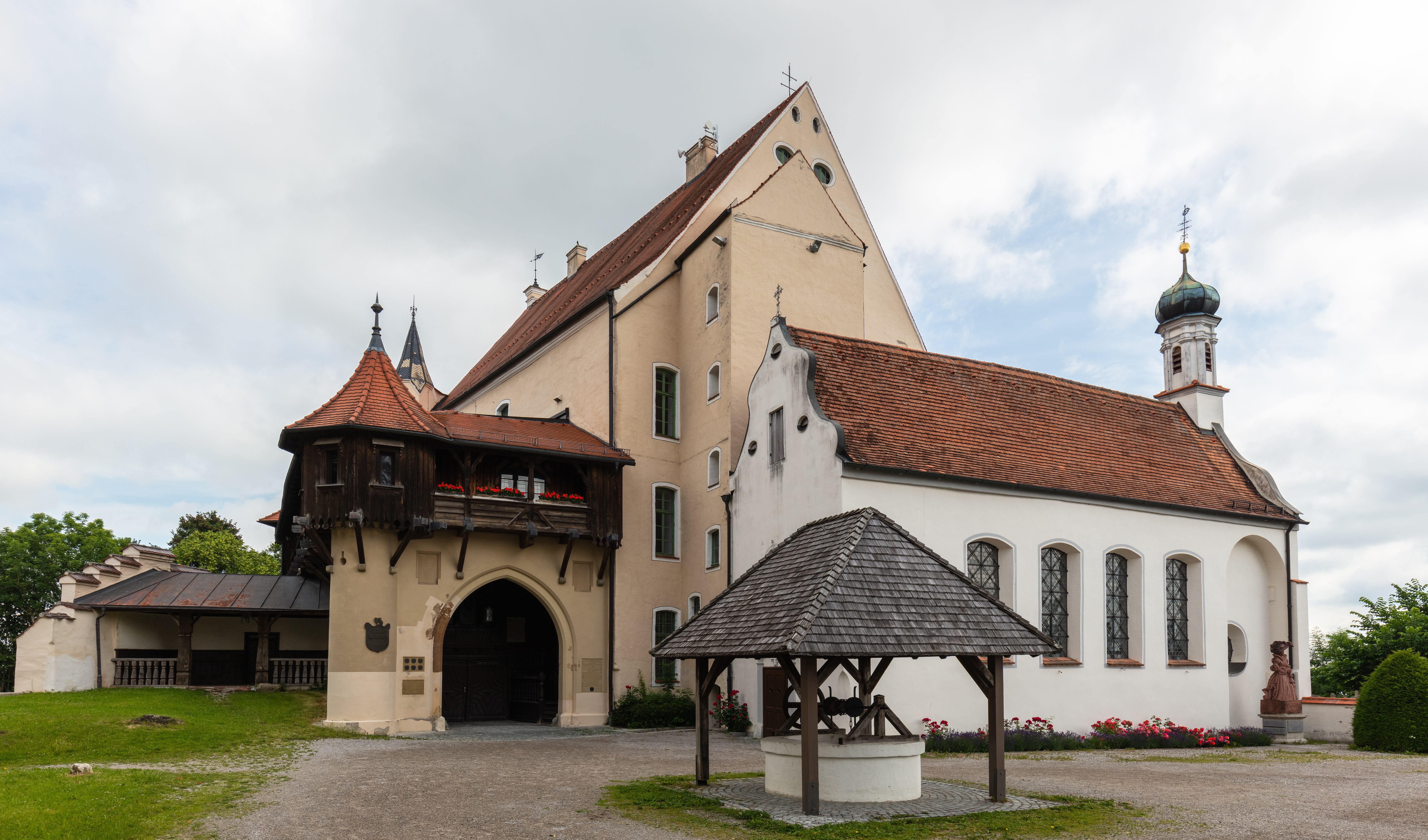
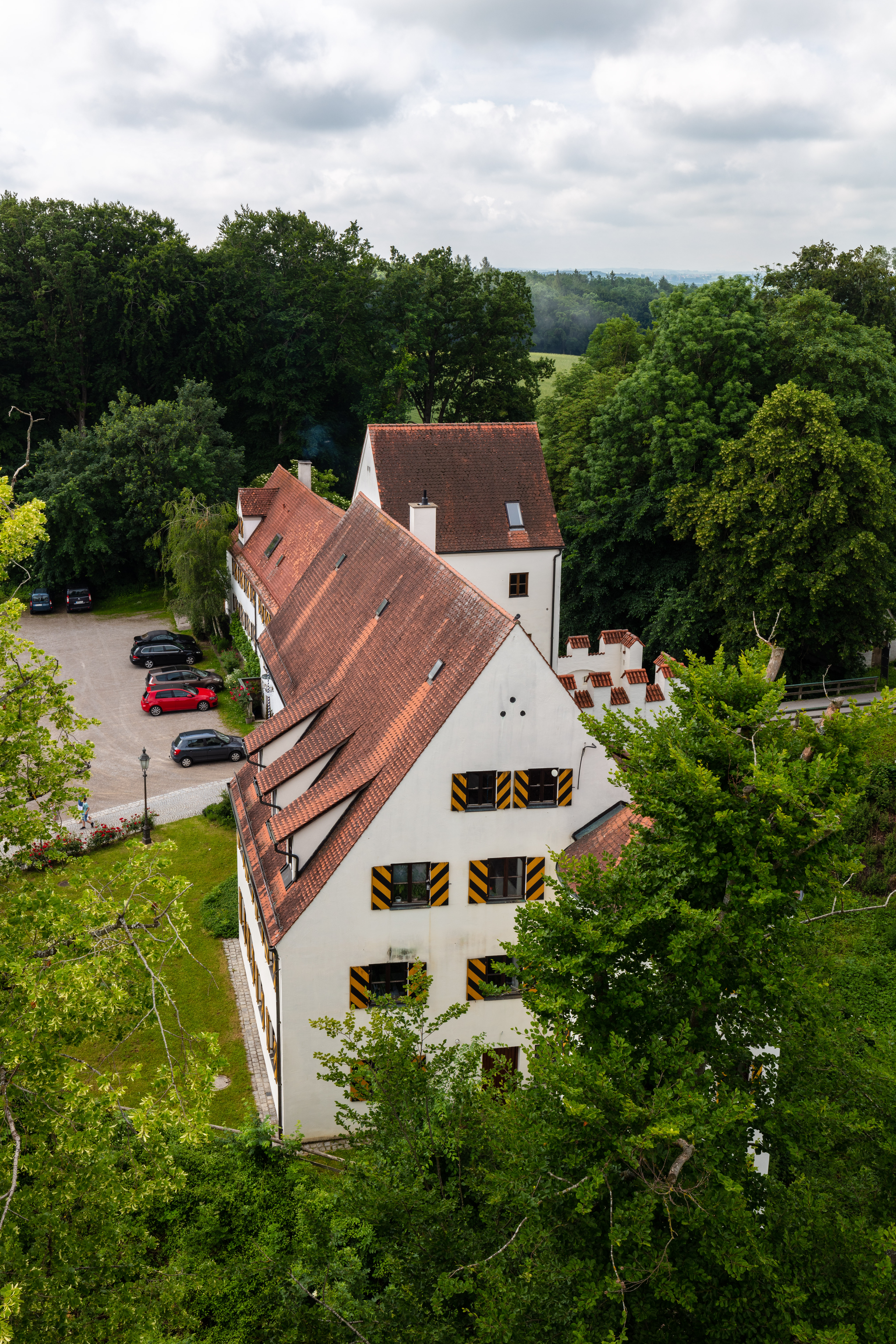
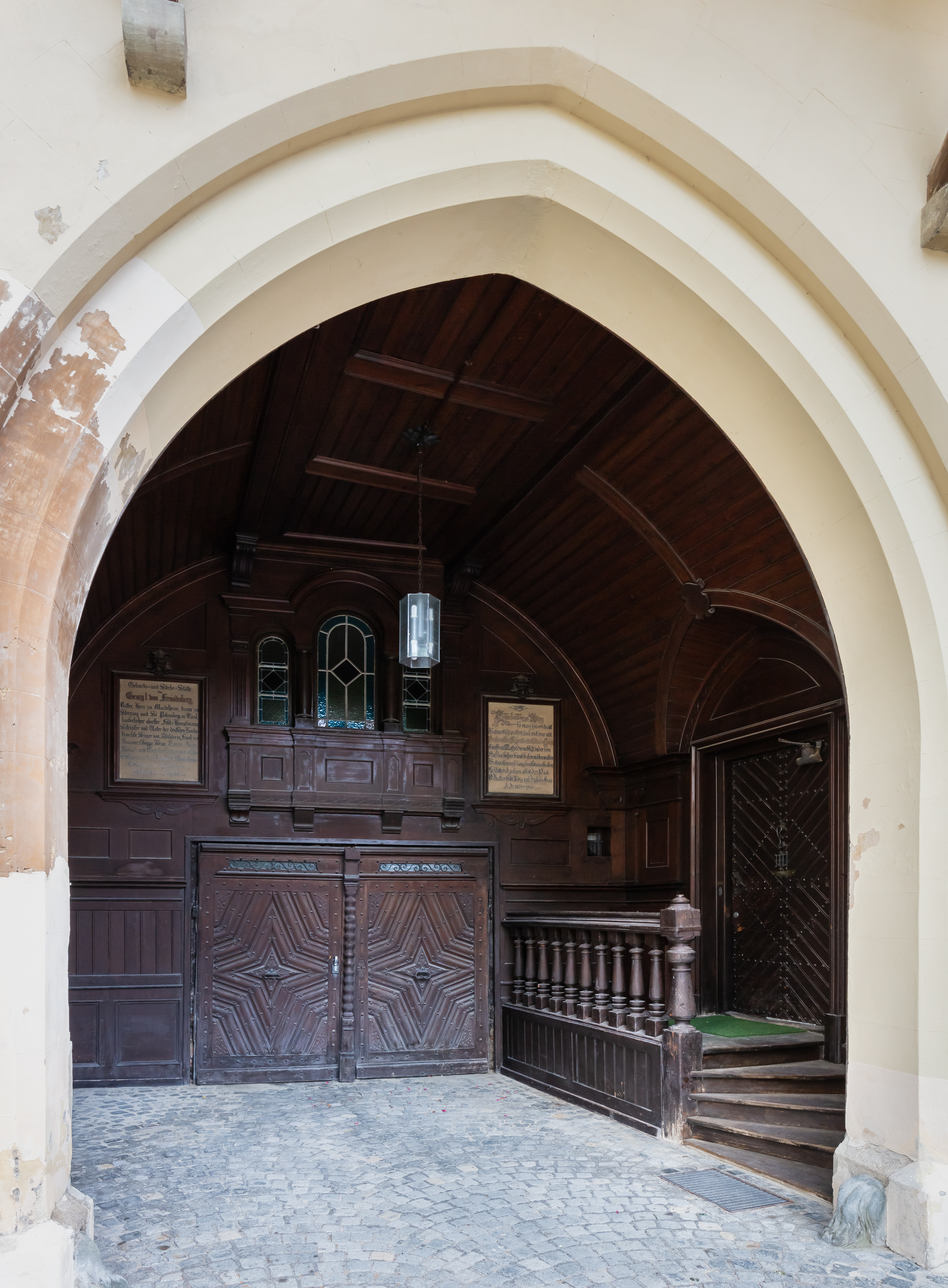